# O’Keefe Hill
Der O’Keefe Hill ist ein isolierter, vereister und 1871 m hoher Hügel im ostantarktischen Mac-Robertson-Land. In den Prince Charles Mountains ragt er 2,5 km südlich des Baldwin-Nunataks und 13 km südsüdwestlich des Mount Starlight auf.
Luftaufnahmen der Australian National Antarctic Research Expeditions aus dem Jahr 1965 dienten seiner Kartierung. Das Antarctic Names Committee of Australia benannte ihn 1966 nach John O’Keefe, Koch auf der Mawson-Station im Jahr 1964.